# The Progressive
The Progressive ist ein seit 1909 bestehendes US-amerikanisches politisches Monatsmagazin.

## Schwerpunkte
Der inhaltliche Schwerpunkt liegt auf Berichten und Kommentaren zu politischen und kulturellen Ereignissen, Personen und Neuerscheinungen. Besonderes Augenmerk widmet man den Bürgerrechten, der Friedensbewegung, der Militär- und Außenpolitik der USA und dem Klimaschutz aus einer dezidiert linken politischen Sichtweise.

## Geschichte
The Progressive wurde am 9. Januar 1909 durch den damaligen Senator des US-Bundesstaats Wisconsin Robert M. La Follette sr. gegründet; seine Ehefrau Belle Case La Follette fungierte als Mitherausgeberin. In den Anfängen hieß das Magazin zunächst La Follette’s Weekly; erst 1929 änderte Belle La Follette den Namen zu The Progressive.
Im Laufe der Jahrzehnte setzte sich die Redaktion des Progressive gegen eine Hineingezogenwerden der USA in den Zweiten Weltkrieg, für Maßnahmen wie die New-Deal-Politik Franklin D. Roosevelts, gegen die Politik der McCarthy-Ära in den 1950er Jahren und gegen den Vietnamkrieg ein. In den 1960er Jahren war die Zeitschrift ein Meinungsführer der aufkommenden US-Bürgerrechtsbewegung. Die schriftlichen Appelle und Argumentationen von Martin Luther King Jr. hatten hier ihren prominenten Platz.
In den 1970ern wandte man sich verstärkt ökologischen Fragestellungen zu, zum Earth Day 1970 titelte das Magazin mit The Crisis of Survival.
In den 1980ern befasste man sich unter anderem mit der möglichen Unterstützung von US-Regierungsstellen für Todesschwadronen in Mittelamerika.
Während der 1990er führte The Progressive Kampagnen zugunsten von Immigranten, Frauen in Sozialhilfe, gleichen Rechte für Homosexuelle und Menschenrechten für Häftlinge.
Der Radiosender WXXM-FM in Wisconsin sendet ein regelmäßiges halbstündiges "Progressive Radio" Magazin mit Matthew Rothschild. Es wird täglich auf UKW und US-weit über Internetradio verbreitet.

## Kolumnisten
Im Laufe der Jahrzehnte hat The Progressive zahlreichen linken und liberalen Intellektuellen wie Jane Addams, Helen Keller, Jack London, Clarence Darrow, Upton Sinclair, Lincoln Steffens, Carl Sandburg, George Orwell, James Baldwin, Noam Chomsky, Edward Said, Nat Hentoff und Molly Ivins eine Debatten-Plattform geboten.
Auch zahlreiche liberale Politiker wie Adlai Stevenson, James William Fulbright, George McGovern, Russell Feingold, Paul Wellstone, Dennis Kucinich und Bernie Sanders zählten zu den Autoren.
Gegenwärtig zählen zu den ständigen Kolumnisten u. a. Barbara Ehrenreich und Eduardo Galeano.
Der Herausgeber von The Progressive ist Matthew Rothschild. Der Sitz der Zeitschrift ist in Madison, Wisconsin.